# Річард Айра Бонг
Річард Айра Бонг (англ. Richard Ira Bong; 24 вересня 1920 — 6 серпня 1945) — американський льотчик-винищувач, учасник Другої світової війни.
Під час Тихоокеанської кампанії, літаючи на винищувачі P-38 «Лайтнінг», збив 40 японських літаків, ставши найрезультативнішим бойовим пілотом в історії США.
Був удостоєний вищої військової нагороди США — Медалі Пошани.
Загинув при випробовуванні реактивного винищувача P-80.